# Michael Brennan
Michael Brennan (Londres, Reino Unido; 25 de septiembre de 1912 – Chichester, West Sussex, Reino Unido; 29 de junio de 1982) fue un actor inglés de cine y televisión.
Nacido en Londres, Brennan se casó con la actriz Mary Hignett. Apareció en películas como Tom Brown's Schooldays, Ivanhoe, Operación Trueno (en inglés, Thunderball), Fortunas y adversidades de la famosa Moll Flanders (en inglés, The Amorous Adventures of Moll Flanders) y Doomwatch. En televisión, hizo apariciones como invitado en All Creatures Great and Small (que contó con su esposa) y Dixon of Dock Green.

## Filmografía parcial
- (1950) They Were Not Divided
- (1950) Blackout
- (1951) Tom Brown's Schooldays
- (1952) Ivanhoe
- (1953) Trouble in Store
- (1955) See How They Run
- (1957) Just My Luck
- (1958) The Big Money
- (1960) Watch Your Stern
- (1963) Tom Jones
- (1965) Operación Trueno (Thunderball en inglés)
- (1965) Three Hats for Lisa
- (1965) Fortunas y adversidades de la famosa Moll Flanders (The Amorous Adventures of Moll Flanders en inglés)
- (1967) Cuckoo Patrol
- (1967) Just like a Woman
- (1971) Lust for a Vampire
- (1971) Fright
- (1972) Doomwatch
- (1972) Up the Front
- (1972) Nothing But the Night